# Camp de réfugiés de Kalandia
Ne doit pas être confondu avec le village palestinien de Kalandia.
Le camp de réfugiés de Kalandia est un camp de réfugiés palestiniens, situé en Cisjordanie (Territoires palestiniens occupés). Il a été établi en 1949 par la Croix-Rouge, sur des terres louées à la Jordanie à proximité du village palestinien de Kalandia. Il est situé à onze kilomètres au nord de Jérusalem le long de la route vers Ramallah. En 2006, il couvre une superficie de 35,3 ha.
Ce camp recueille des réfugiés arabes palestiniens de Lydda, Ramle et de l'exode palestinien de 1948 de Jérusalem. Selon le recensement du bureau central palestinien des statistiques, il compte une population de 8 336 habitants en 2017.
Les autorités israéliennes considèrent qu'il fait partie du Grand Jérusalem (en) et qu'il reste sous leur contrôle.

## Point de contrôle de Kalandia
Kalandia est un point de contrôle tenu par la police militaire israélienne et où les Palestiniens,  titulaires d'un permis fourni par les Israéliens, après demande spécifique d'accès, ont la possibilité de quitter Ramallah pour le travail, les soins médicaux, l'éducation ou des raisons religieuses,.

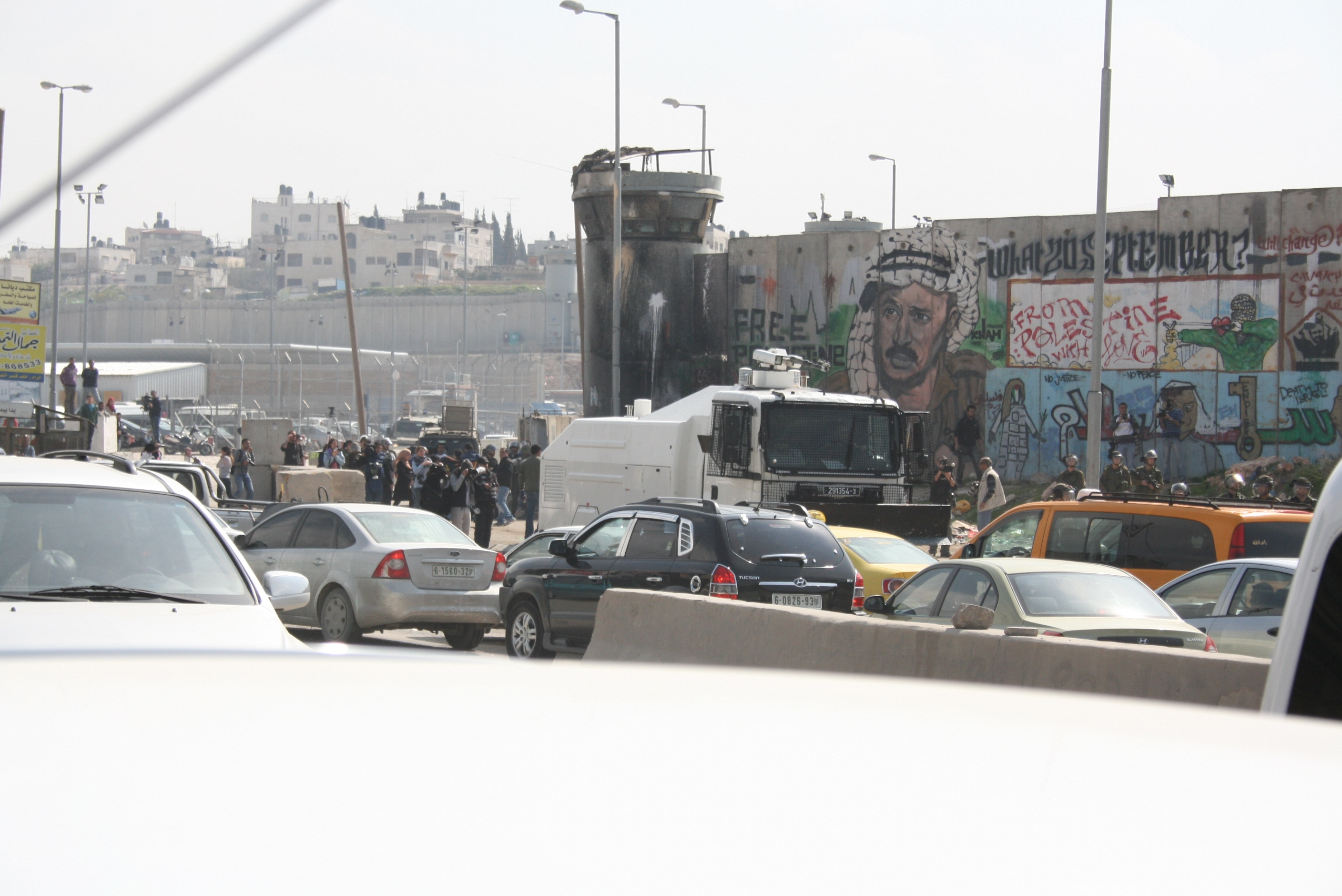
Kalandia.
Détail du mur de séparation, avec ses graffitis
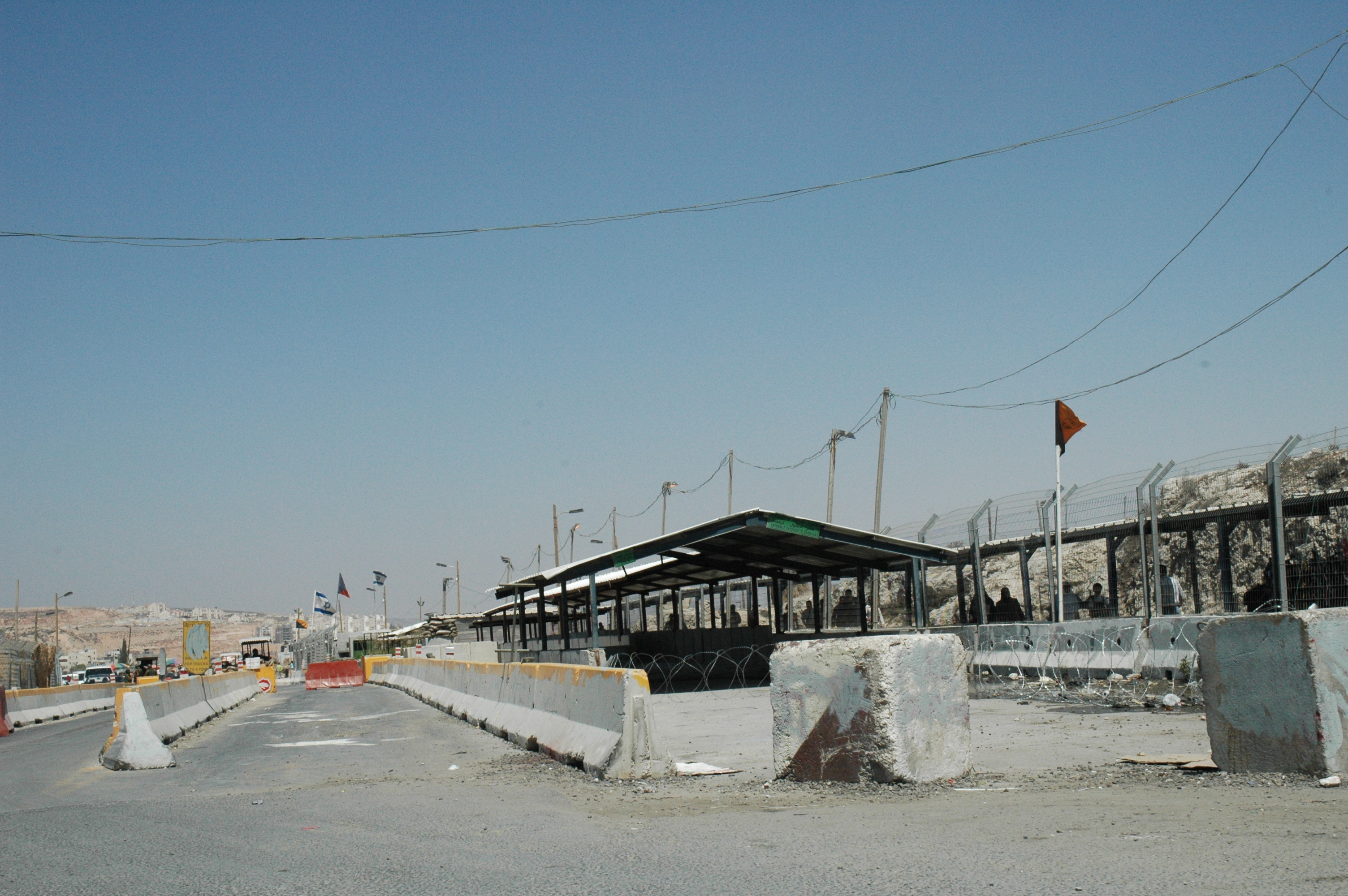
Le checkpoint de Qalandiya entre Jérusalem et Ramallah est connu comme un point chaud fréquenté à la fois par les manifestants palestiniens et les forces de sécurité israéliennes[6].

## Musique
Dans les camps de réfugiés de Jénine, Deir Ghassaneh, Kalandia et Jalazone, en Cisjordanie mais aussi de Chatila et de Bourj el-Barajneh à Beyrouth, l'école de musique de l'association Al Kamandjâti, fondée à Angers en 2002 et installée à Ramallah en 2008 par Ramzi Aburedwan, forme des apprentis interprètes. Plus de 150 élèves s'inscrivent chaque année aux cours de théorie de la musique et d’apprentissage d'un ou plusieurs instruments. L'association fournit instruments, pupitres et partitions. Les cours sont assurés par des musiciens étrangers comme ceux de l'Orchestre arabo-andalou d'Anjou, de l'Orchestre de chambre de Paris ou le chef Diego Masson qui encadrent les jeunes bénévolement. Des concerts sont organisés en Cisjordanie mais parfois aussi en Israël, souvent annulés en raison des conflits,.